# Clarke Roycroft
Clarke James Roycroft (né le 15 mars 1950) est un cavalier australien de concours complet.

## Famille
Clarke Roycroft est le troisième et le plus jeune fils de Bill Roycroft, médaillé lors de trois Jeux Olympiques, et de sa femme, Mavis. Ses frères sont Barry Roycroft et Wayne Roycroft, également cavaliers aux Jeux Olympiques.

## Carrière
Il fait partie de l'équipe d'Australie aux  Jeux olympiques d'été de 1972 à Munich en compagnie de son père Bill Roycroft, Richard Sands et Brian Schrapel. Clarke Roycroft est 46e de l'épreuve individuelle tandis que l'Australie finit 4e de l'épreuve par équipes.
Après les Jeux olympiques, il se concentre sur ses entreprises commerciales. Il dirige une ferme et une agence de stockage de bétail dans la ville natale de sa famille, Camperdown. Il a quatre enfants avec Judy, qu'il épouse à l'époque des Jeux olympiques. En 2000, il reçoit une médaille australienne des Sports.